# Dmitri Nikolajewitsch Tschetschulin

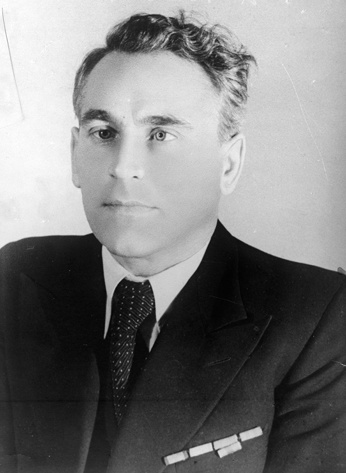
Tschetschulin (1946)

Grabstein der Familie Tschetschulin auf dem Nowodewitschi-Friedhof in Moskau

Dmitri Nikolajewitsch Tschetschulin (russisch Дмитрий Николаевич Чечулин, wiss. Transliteration Dmitrij Nikolaevič Čečulin; * 9. Augustjul. / 22. August 1901greg. in Schostka, Gouvernement Tschernigow, heute Oblast Sumy, Ukraine; † 29. Oktober 1981 in Moskau) war ein sowjetischer Architekt, der in Moskau tätig war und dort zwischen den 1930er- und 1970er-Jahren mehrere bekannte Bauwerke schuf.

## Leben

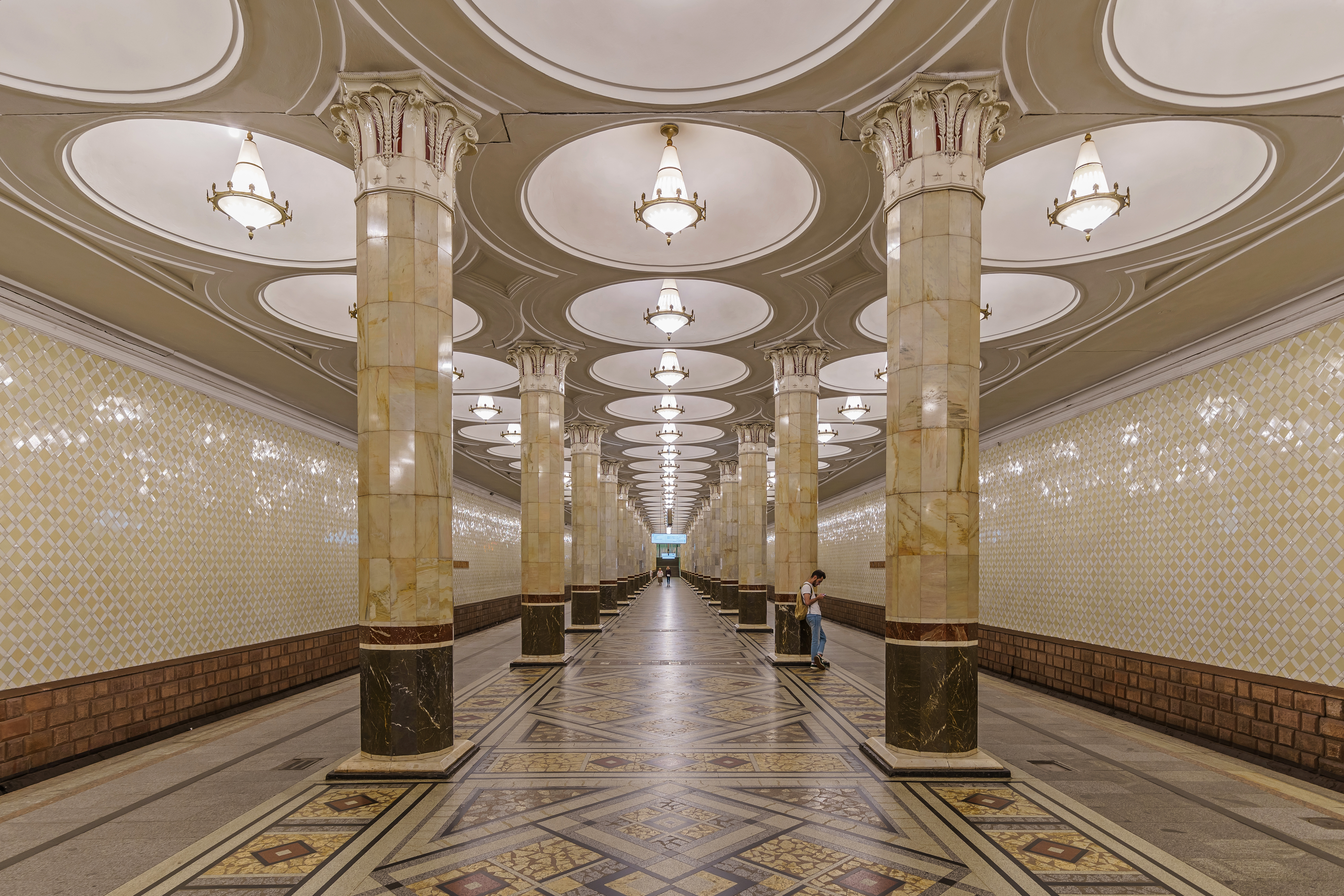
Metrostation Kiewskaja

Tschetschulin schloss im Jahre 1929 ein Architekturstudium an der Moskauer Kunsthochschule Wchutein ab, wo er unter anderem beim bekannten frühsowjetischen Architekten Alexei Schtschussew studierte. In seiner frühen Schaffenszeit beteiligte er sich an der Umsetzung des unter Staats- und Parteichef Stalin erarbeiteten Generalplans für den Umbau der Hauptstadt. Unter anderem wurde er 1935 mit der Ausgestaltung einer der ersten Stationen der Moskauer Metro betraut, der Komsomolskaja unter dem Platz der drei Bahnhöfe. Für dieses Projekt erhielt Tschetschulin 1941 den Stalinpreis. 1938 folgte mit der flach angelegten Station Kiewskaja, die zugleich die erste U-Bahn-Anbindung des verkehrstechnisch wichtigen Kiewer Bahnhofs darstellte, das zweite wichtige Projekt unter Leitung Tschetschulins.
Dank der guten Resonanz seitens der Staatsmacht auf seine U-Bahnprojekte und seiner engen Beziehungen zu führenden Architekten der Frühsowjetzeit machte Tschetschulin schnelle Karriere und wurde im Jahre 1945 zum Chefarchitekt der Stadt Moskau ernannt. In dieser Funktion blieb er bis 1949 und war in dieser Zeit an der Erarbeitung eines der größten sowjetischen Bauprojekte der Nachkriegszeit, der sogenannten Sieben Schwestern, maßgeblich beteiligt. Einer dieser sieben Wolkenkratzer, das Wohnhaus an der Kotelnitscheskaja Nabereschnaja (erbaut 1948–52), wurde von Tschetschulin entworfen. Außerdem leitete Tschetschulin in den späten 1940er-Jahren unter anderem großflächige Arbeiten zum Umbau wichtiger Ausfallstraßen und Gestaltung innerstädtischer Grünanlagen.
Nach 1949 und bis zu seinem Tod leitete Tschetschulin eine Werkstatt der Stadtplanungsorganisation Mosprojekt-1. Sein letztes Großprojekt wurde das 1979 fertiggestellte Regierungsgebäude an der Moskwa, das seit den 1990er-Jahren gemeinhin als Weißes Haus bezeichnet wird. Bei dessen Konzeption verwendete Tschetschulin Stilelemente eines von ihm in den 1930er-Jahren entworfenen, jedoch nie realisierten Verwaltungsgebäudes der staatlichen sowjetischen Fluglinie Aeroflot.

## Werke

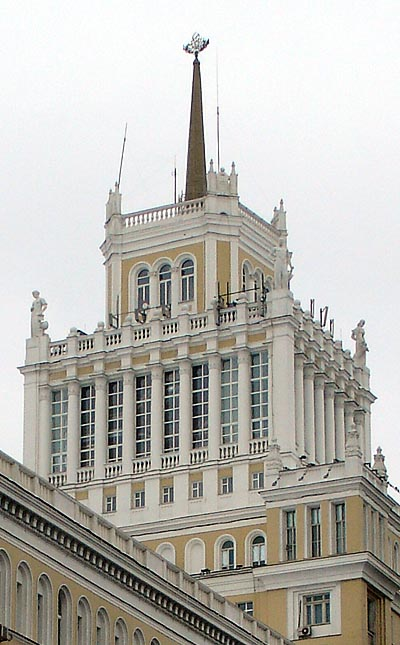
Hotel Peking

In seinem architektonischen Stil ließ sich Tschetschulin vornehmlich vom russischen Klassizismus des späten 18. und des beginnenden 19. Jahrhunderts inspirieren. In seiner früheren Schaffenszeit galt er als einer der Wegbereiter des sogenannten Sozialistischen Klassizismus (auch Zuckerbäckerstil genannt), während Tschetschulins Spätwerke gemäß vorherrschendem Stil der 1960er- und 1970er-Jahre weitaus sachlicher gehalten sind. Die städtebauliche Aktivität Tschetschulins wird heute vielfach kritisiert, da er für einige seiner Großprojekte ganze historische Stadtviertel abreißen ließ (wie beispielsweise Sarjadje, ein altes Viertel innerhalb von Kitai-Gorod, für den Bau des Hotels Rossija in den 1960er-Jahren).

### Frühwerke (1935–1955)
- Metrostation Komsomolskaja (Linie 1), Bahnsteighalle (1935)
- Metrostation Ochotny Rjad, Eingangsvestibül (1935)
- Metrostation Kiewskaja (Linie 4), Bahnsteighalle (1937–1938)
- Metrostation Dinamo, Eingangsvestibül (1938)
- Wohnhaus an der Kotelnitscheskaja-Uferstraße (1948–1952)
- Tschaikowski-Konzerthalle (1940, gemeinsam mit K.Orlow)
- Hotel Peking (1946)
- mehrere Wohnhäuser
- mehrere Pavillons im Ausstellungszentrum der Errungenschaften der sowjetischen Volkswirtschaft

### Spätwerke (nach 1955)
- Hotel Rossija (1967; abgerissen 2006)
- Bibliothek der ausländischen Literatur (1967, gemeinsam mit A. Sitnow)
- Weißes Haus (1965–1979, gemeinsam mit Pawel Schteller)

## Auszeichnungen (Auswahl)
- Stalinpreis ersten Grades (1941)
- Verdienter Architekt des Volkes der UdSSR (1971)
- Held der sozialistischen Arbeit (1976)
- Leninorden (1947, 1976)
- Orden der Oktoberrevolution (1971)
- Orden des Roten Banners der Arbeit (1939, 1957)
- Orden der Völkerfreundschaft (1981)
- Ehrenzeichen der Sowjetunion (1939)